# 6-й авиационный корпус дальнего действия
6-й авиационный Донбасский корпус дальнего действия (6 ак дд) — формирование сил (соединение, авиационный корпус) дальней авиации военно-воздушных сил (ВВС) РККА, принимавшее участие в боевых действиях во время Великой Отечественной войны.
В литературе встречается наименование — 6-й авиакорпус, 6-й авиакорпус ДД, 6 акДД.

## Наименования
- 6-й авиационный корпус дальнего действия;
- 6-й авиационный Донбасский корпус дальнего действия;
- 6-й бомбардировочный авиационный Донбасский корпус;
- 6-й авиационный Донбасский корпус дальнего действия;
- 74-й авиационный Донбасский корпус дальнего действия;
- 74-й бомбардировочный авиационный Донбасский корпус;
- 74-й тяжёлый бомбардировочный авиационный Донбасский корпус.

## Создание корпуса
6-й авиационный корпус дальнего действия сформирован 20 мая 1943 года во исполнение Постановления Государственного комитета обороны Союза ССР № ГКО-3275сс от 30 апреля 1943 года

1. Сократить авиадивизии 90-самолётного состава, имеющиеся в авиации ДД, до 60-самолётного состава и сформировать из них авиационные корпуса ДД, по 2 авиадивизии в каждом корпусе. …
4. Сформировать к 1 июня 1943 года: … 6 Авиакорпус ДД (в составе одной дивизии ИЛ-4 и одной дивизии ЛИ-2) …
6. Назначить: Командиром 6 Авиакорпуса ДД — генерал-майора авиации тов. Тупикова…— Постановление ГКО № ГКО-3275сс, от 30 апреля 1943 года.

## Преобразование корпуса
- 22 декабря 1944 года 6-й авиационный Донбасский корпус дальнего действия преобразован в 6-й бомбардировочный авиационный корпус.
- В апреле 1946 года 6-й бомбардировочный авиационный корпус преобразован в 6-й авиационный Донбасский корпус дальнего действия.
- 20 февраля 1949 года корпус переименован в 74-й авиационный Донбасский корпус дальнего действия;
- 8 мая 1951 года корпус передан в состав 29-й воздушной армии и переименован в 74-й бомбардировочный авиационный Донбасский корпус.

## В действующей армии
В составе действующей армии:
с 20 мая 1943 года по 22 декабря 1944 года, всего 583 дня

## Командование

### Командиры

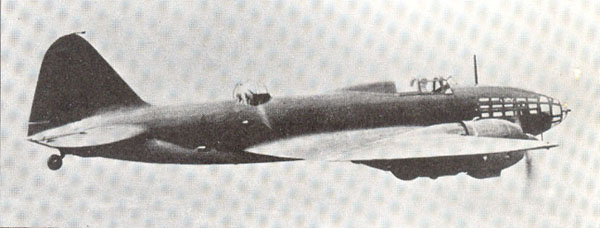
Такие (Ил-4) самолёты состояли на вооружении корпуса.

- генерал-лейтенант авиации (до 13 марта 1944 года — генерал-майор авиации) Тупиков Георгий Николаевич[3]. Период нахождения в должности: с 20 мая 1943 года по 22 декабря 1944 года.
- генерал-майор авиации Чучев, Григорий Алексеевич[4]. Период нахождения в должности: с апреля 1949 года по март 1953 года.

### Начальники штаба
- генерал-майор авиации Перминов Николай Власович 20 мая 1943 года

Период нахождения в должности: с 20 мая 1943 года по ?? июля 1944 года.

## В составе объединений
| Объединение               | Период                  |
| ------------------------- | ----------------------- |
| Авиации Дальнего действия | 20.05.1943 — 06.12.1944 |
| 18-я воздушная армия      | 06.12.1944 — 22.12.1944 |

## Состав

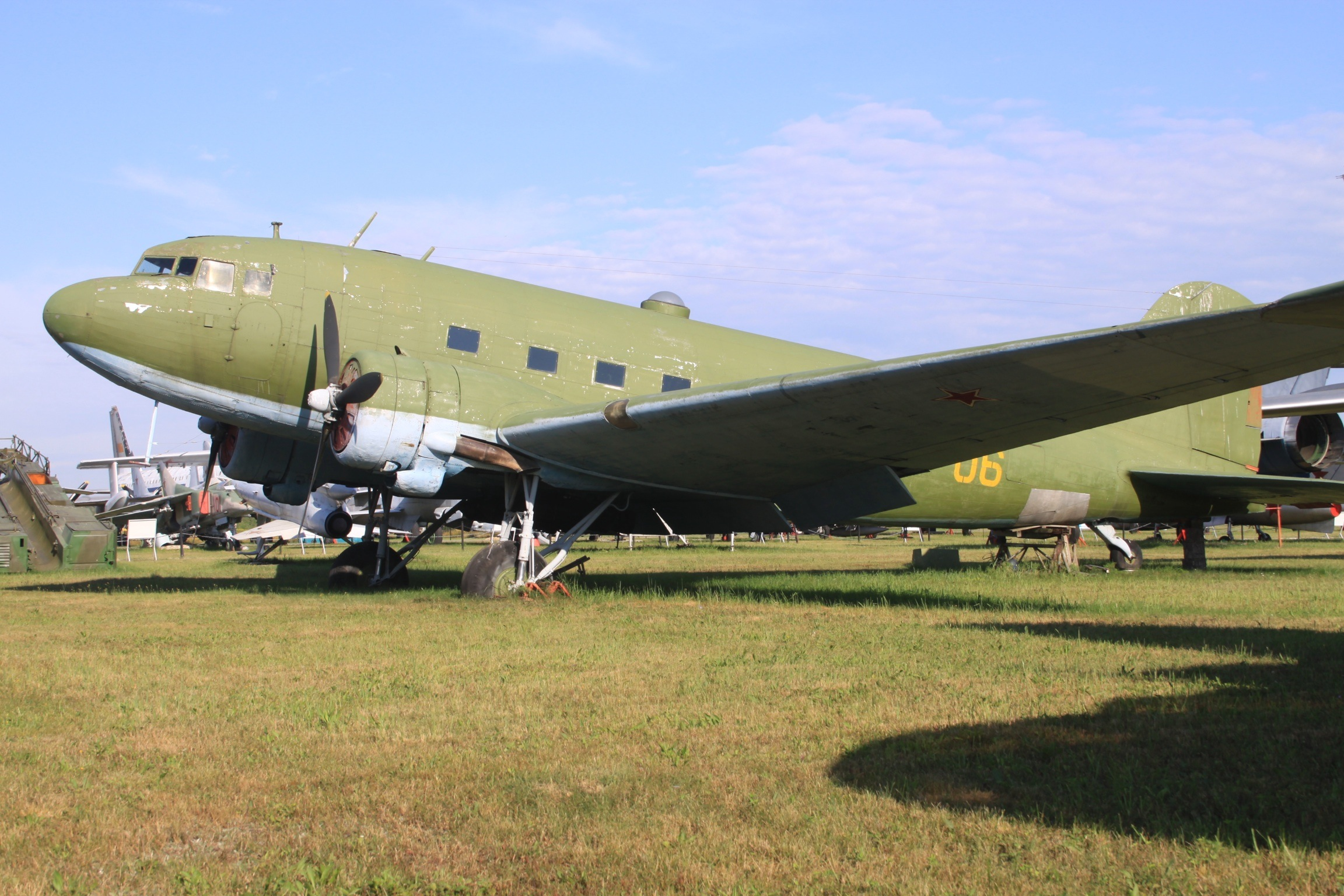
Самолёт корпуса Ли-2ДБ

- 50-я авиационная Крымская дивизия дальнего действия[5][6]
  - 5-й гвардейский авиационный Севастопольский полк дальнего действия
  - 21-й авиационный полк дальнего действия (до 18 сентября 1943 года, переименован в 24-й гвардейский авиационный полк дальнего действия)
  - 24-й гвардейский авиационный Севастопольский полк дальнего действия (с 18.09.1943 г.)
  - 333-й авиационный полк дальнего действия;
- 62-я авиационная дивизия дальнего действия (с 20.05.1943 г. по 18.09.1943 г., переименована в 9-ю гвардейскую авиационную дивизию дальнего действия)[5][6]
  - 4-й гвардейский Сталинградский Краснознамённый авиационный полк дальнего действия (Ил-4)
  - 11-й гвардейский Сталинский Краснознамённый авиационный полк дальнего действия (Ил-4)
  - 339-й авиационный полк дальнего действия (Ли-2)
- 9-я гвардейская авиационная дивизия дальнего действия (с 18.09.1943 г.)
  - 4-й гвардейский Сталинградский Краснознамённый авиационный полк дальнего действия (Ил-4)
  - 11-й гвардейский Сталинский Краснознамённый авиационный полк дальнего действия (Ил-4)
  - 339-й авиационный полк дальнего действия (Ли-2)

## Участие в операциях и битвах
- Воздушные сражения на Кубани — с апреля по июль 1943 года.
- Белгородско-Харьковская операция «Румянцев» — с 3 августа 1943 года по 23 августа 1943 года.
- Донбасская операция — с 13 августа 1943 года по 22 сентября 1943 года.
- Новороссийско-Таманская операция- с 9 сентября 1943 года по 9 октября 1943 года.
- Красносельско-Ропшинская операция- с 14 января 1944 года по 30 января 1944 года.
- Ленинградско-Новгородская операция- с 14 января 1944 года по 1 марта 1944 года.
- Воздушная операция против Финляндии — с 6 февраля 1944 года по 27 февраля 1944 года.
- Бобруйская операция- с 24 июня 1944 года по 29 июня 1944 года.
- Белостокская операция- с 5 июля 1944 года по 27 июля 1944 года.
- Львовско-Сандомирская операция- с 13 июля 1944 года по 29 августа 1944 года.
- Люблин-Брестская операция — с 18 июля 1944 года по 2 августа 1944 года.
- Ясско-Кишиневская операция — с 20 августа 1944 года по 29 августа 1944 года.

## Гвардейские формирования
- 62-я авиационная дивизия дальнего действия переименована в 9-ю гвардейскую авиационную дивизию дальнего действия[7].
- 21-й авиационный полк дальнего действия переименован в 24-й гвардейский авиационный полк дальнего действия[7].

## Почётные наименования
- 6-му авиационному корпусу дальнего действия присвоено почётное наименование «Донбасский»[8].
- 9-й гвардейской авиационной дивизии дальнего действия присвоено почётное наименование «Донбасская»[8].
- 50-й авиационной дивизии дальнего действия присвоено почётное наименование «Крымская»[8].
- 4-му гвардейскому авиационному полку дальнего действия присвоено почётное наименование «Сталинградский»[8].
- 5-му гвардейскому авиационному полку дальнего действия присвоено почётное наименование «Севастопольский»[8].
- 11-му гвардейскому авиационному полку дальнего действия присвоено почётное наименование «Сталинский»[8].
- 24-му гвардейскому авиационному полку дальнего действия присвоено почётное наименование «Севастопольский»[8].

## Герои Советского Союза
| - Артемьев Фёдор Поликарпович, капитан, командир эскадрильи 24-го гвардейского авиационного полка 50-й авиационной дивизии дальнего действия 6-го авиационного корпуса дальнего действия Указом Президиума Верховного Совета СССР от 13 марта 1944 года удостоен звания Героя Советского Союза. Золотая Звезда № 3521. - Верняев Анатолий Яковлевич, старший лейтенант, штурман отряда 4-го гвардейского авиационного полка дальнего действия 9-й гвардейской авиационной дивизии дальнего действия 6-го авиационного корпуса дальнего действия Указом Президиума Верховного Совета СССР от 13 марта 1944 года удостоен звания Героя Советского Союза. Золотая Звезда № 3373. - Воропаев Василий Николаевич, капитан, командир отряда 4-го гвардейского авиационного полка дальнего действия 9-й гвардейской авиационной дивизии дальнего действия 6-го авиационного корпуса дальнего действия Указом Президиума Верховного Совета СССР от 13 марта 1944 года удостоен звания Героя Советского Союза. Золотая Звезда № 3374. - Горбачёв Михаил Никифорович, старший лейтенант, командир отряда 11-го гвардейского авиационного полка дальнего действия 9-й гвардейской авиационной дивизии дальнего действия 6-го авиационного корпуса дальнего действия Указом Президиума Верховного Совета СССР от 13 марта 1944 года удостоен звания Героя Советского Союза. Золотая Звезда № 3375. - Глушков Николай Николаевич, лейтенант, штурман корабля 4-го гвардейского авиационного полка дальнего действия 62-й авиационной дивизии дальнего действия 6-го авиационного корпуса дальнего действия Указом Президиума Верховного Совета СССР от 18 сентября 1943 года удостоен звания Героя Советского Союза. Золотая Звезда № 1750. - Кочетов Василий Иванович, старший лейтенант, штурман отряда 11-го гвардейского авиационного полка дальнего действия 62-й авиационной дивизии дальнего действия 6-го авиационного корпуса дальнего действия Указом Президиума Верховного Совета СССР от 13 марта 1944 года удостоен звания Героя Советского Союза. Золотая Звезда № 3376. - Марченко Александр Яковлевич, капитан, заместитель командира эскадрильи 24-го гвардейского авиационного полка дальнего действия 50-й авиационной дивизии дальнего действия 6-го авиационного корпуса дальнего действия Указом Президиума Верховного Совета СССР от 13 марта 1944 года удостоен звания Героя Советского Союза. Золотая Звезда № 3319. - Матвеев Павел Яковлевич, капитан, командир отряда 11-го гвардейского авиационного полка дальнего действия 62-й авиационной дивизии дальнего действия 6-го авиационного корпуса дальнего действия Указом Президиума Верховного Совета СССР от 13 марта 1944 года удостоен звания Героя Советского Союза. Золотая Звезда № 3377. - Попов Андрей Кириллович, старший лейтенант, командир корабля 11-го гвардейского авиационного полка дальнего действия 9-й гвардейской авиационной дивизии дальнего действия 6-го авиационного корпуса дальнего действия Указом Президиума Верховного Совета СССР от 13 марта 1944 года удостоен звания Героя Советского Союза. Золотая Звезда № 3378. - Рассохин Леонид Васильевич, старший лейтенант, командир корабля 4-го гвардейского авиационного полка дальнего действия 9-й гвардейской авиационной дивизии дальнего действия 6-го авиационного корпуса дальнего действия Указом Президиума Верховного Совета СССР от 13 марта 1944 года удостоен звания Героя Советского Союза. Золотая Звезда № 3379. - Самусев Николай Никифорович, капитан, командир корабля 4-го гвардейского авиационного полка дальнего действия 62-й авиационной дивизии дальнего действия 6-го авиационного корпуса дальнего действия Указом Президиума Верховного Совета СССР от 18 сентября 1943 года удостоен звания Героя Советского Союза. Золотая Звезда № 1753. - Сыщиков Николай Сергеевич, старший лейтенант, командир корабля 4-го гвардейского авиационного полка дальнего действия 62-й авиационной дивизии дальнего действия 6-го авиационного корпуса дальнего действия Указом Президиума Верховного Совета СССР от 18 сентября 1943 года удостоен звания Героя Советского Союза. Золотая Звезда № 5909. - Хрущёв Иван Максимович, старший лейтенант, заместитель командира эскадрильи 24-го гвардейского авиационного полка дальнего действия 50-й авиационной дивизии дальнего действия 6-го авиационного корпуса дальнего действия Указом Президиума Верховного Совета СССР от 13 марта 1944 года удостоен звания Героя Советского Союза. Золотая Звезда № 3597. - Черепнёв Сергей Михайлович, капитан, штурман эскадрильи 4-го гвардейского авиационного полка дальнего действия 62-й авиационной дивизии дальнего действия 6-го авиационного корпуса дальнего действия Указом Президиума Верховного Совета СССР от 18 сентября 1943 года удостоен звания Героя Советского Союза. Золотая Звезда № 1753. |